# الیزر یودکوفسکی
الیزر یودکوفسکی (انگلیسی: Eliezer Yudkowsky; ۱۱ سپتامبر ۱۹۷۹ – ) وبلاگ‌نویس، نویسنده، و دانشمند رایانه اهل ایالات متحده آمریکا بود.